# Joana Vasconcelos
Joana Sofia Barbosa Vasconcelos, född 22 februari 1991, är en portugisisk kanotist.

## Karriär
Vid EM 2012 i Zagreb tog Vasconcelos brons tillsammans med Beatriz Gomes i K-2 200 meter. Vid olympiska sommarspelen 2012 i London slutade de på sjätte plats tillsammans i K-2 500 meter samt på sjätte plats i K-4 500 meter tillsammans med Teresa Portela och Helena Rodrigues.
Vid EM 2017 i Plovdiv tog Vasconcelos silver tillsammans med Francisca Laia i K-2 200 meter. Vid EM 2018 i Belgrad tog hon guld tillsammans med Teresa Portela i K-2 200 meter. Vid medelhavsspelen 2018 i Taragona tog Vasconcelos silver i K-1 500 meter.
Vid olympiska sommarspelen 2020 i Tokyo blev Vasconcelos utslagen i kvartsfinalen i både K-1 200 meter och K-1 500 meter.